# Faragó Endre
Faragó Endre, román forrásokban Andrei Farago (Karánsebes, 1886 – Szászváros, 1965) magyar gyógyszerész. 1929-ben alapított szászvárosi gyógynövényfeldolgozó gyára ma is működik Fares néven.

## Élete
Kisnemesi család sarja, Szentkatolnáról származó dédapját Mária Terézia emelte nemessé. Apja a nagyenyedi kollégium diákja volt, az 1849-es nagyenyedi vérengzés túlélője; később Marosújváron dolgozott bányamérnökként, majd Karánsebesre költözött. Felesége, Csiszár Vilma 22 gyermeknek adott életet, de csak négy érte meg a felnőttkort.
Faragó Endre 1886-ban született Karánsebesen. A temesvári tisztképző elvégzése után katonának állt és az osztrák–magyar seregben harcolt, közben a Bécsi Egyetemen gyógyszerészi oklevelet is szerzett. 1908-ban feleségül vette Friderika Graffiust, az 1697-ben alapított szászvárosi Arany Oroszlán gyógyszertár tulajdonosának lányát. 1914-ben Galíciában megsebesült, így fel kellett hagyjon katonai pályájával, és a gyógyszerészetnek szentelte életét. Apósa halála után ő örökölte a gyógyszertárat; az 1920-as években gyógynövény-ültetvényeket létesített Szászváros mellett, 1927-ben megalkotta a Persicol nevű „csodaszert”, 1929-ben pedig gyógynövényfeldolgozó gyárat alapított Digitalis néven. Munkásságáért 1934-ben II. Károly román király érdemrenddel tüntette ki.
1949-ben a hatalomra kerülő kommunisták államosították mind Faragó Endre gyógyszertárát, mind a Digitalis gyárat (ez utóbbit beolvasztva a Plafar állami vállalatba), a Faragó által kifejlesztett gyógykészítményeket betiltották. A kommunizmus 1989-es bukása után a szászvárosi fiók – az egykori Digitalis – kivált a Plafarból, és Faragó iránti tiszteletből felvette a Fares nevet.